# キール条約
キール条約（キールじょうやく、Treaty of Kiel）は、1814年1月14日、スウェーデン王国とデンマーク＝ノルウェー連合王国の間で締結された国際条約。
スウェーデンとノルウェーの同君連合が成立する契機となった。
なお、キールはバルト海に面したドイツ北部の軍港であるが、当時はデンマーク王がキールを首府とするホルシュタイン公国の公を兼務していた。

## 概要
1807年からナポレオン戦争にフランス側として参戦していたデンマークは、1813年にスウェーデン軍によるユトランド半島侵攻を許し、その結果として、この条約が結ばれることとなった。
これによりデンマークはノルウェーをスウェーデンに割譲し、プロイセン王国が代償としてバルト海南岸にあるスウェーデン領ポメラニア（旧ポメラニア公国）を領有することとなった（ポンメルン州）。ただノルウェー領であったアイスランドやグリーンランド、フェロー諸島は、デンマークの領有として残された。
しかし、この条約は実際には履行されず、ポンメルンはプロイセン王国が併合した。また、この条約締結の知らせを受けたノルウェー副王クリスチャン・フレデリック（後のデンマーク王クリスチャン8世）が反乱を起こした。
ノルウェーは1814年5月17日独立を宣言し、クリスチャン・フレデリックが国王に選出された。しかしスウェーデンはノルウェー独立を認めず、王太子カール・ヨハンが軍を率いてノルウェー軍を屈服させた（スウェーデン・ノルウェー戦争）。
クリスチャン・フレデリックは王位を捨てて出国し、8月にモス条約が締結されて、ノルウェー王にはスウェーデン王のカール13世が即位した。これ以降1905年までスウェーデンとノルウェーは同君連合となった（スウェーデン＝ノルウェー）。
この条項は、ウィーン議定書（ウィーン会議）にも載せられ、ナポレオン戦争後のウィーン体制として帰結した。